# Броневая палуба

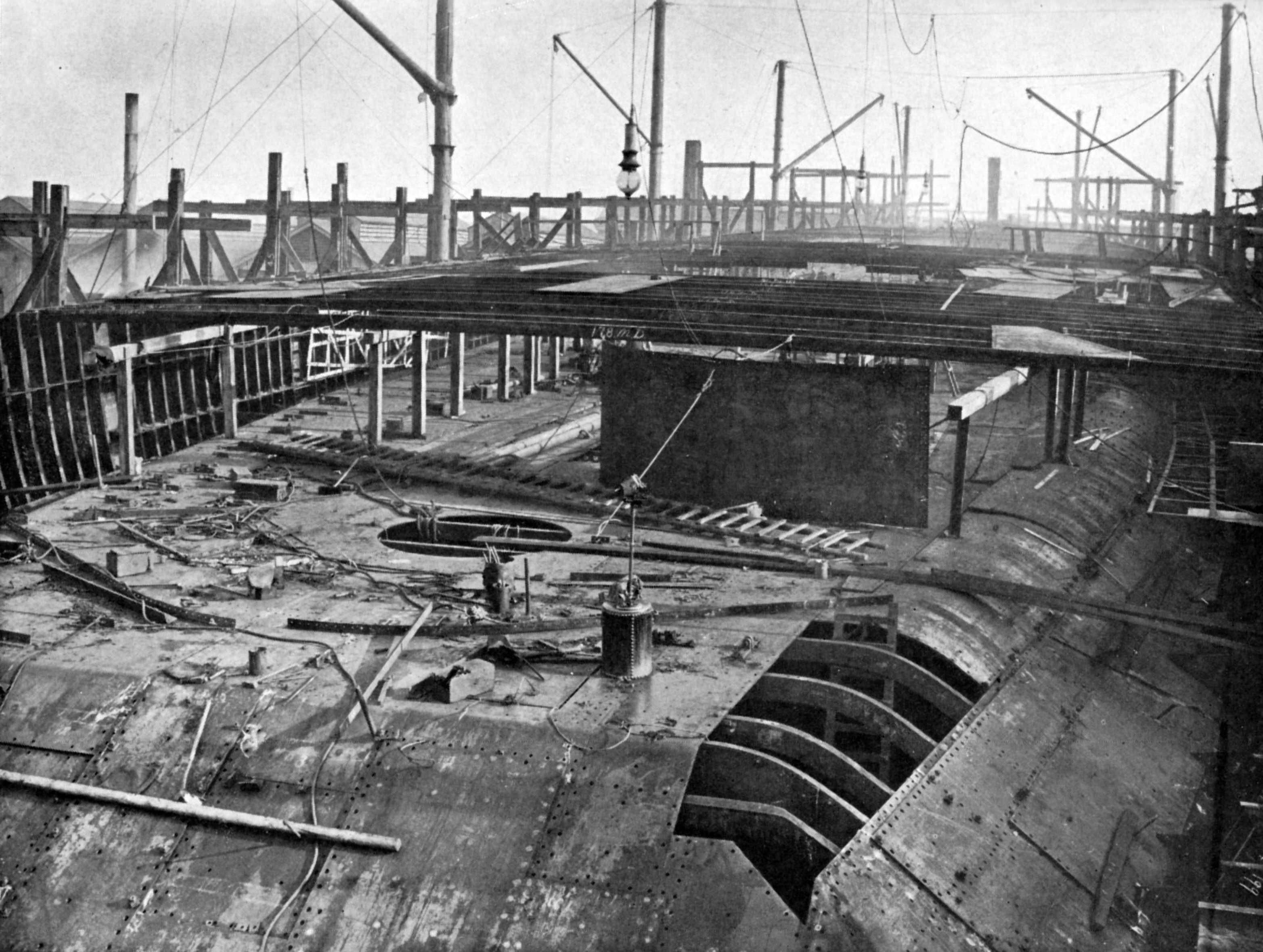
Внутренняя броневая палуба со скосами линкора HMS Dreadnought на стадии постройки

Схема бронирования броненосного крейсера

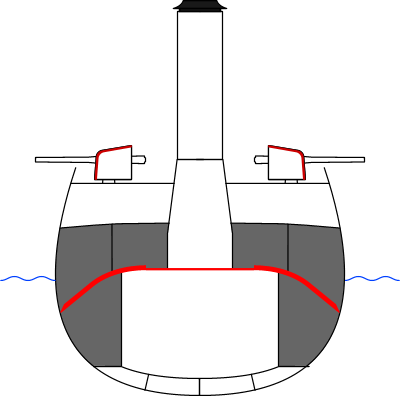
Схема бронирования бронепалубного крейсера

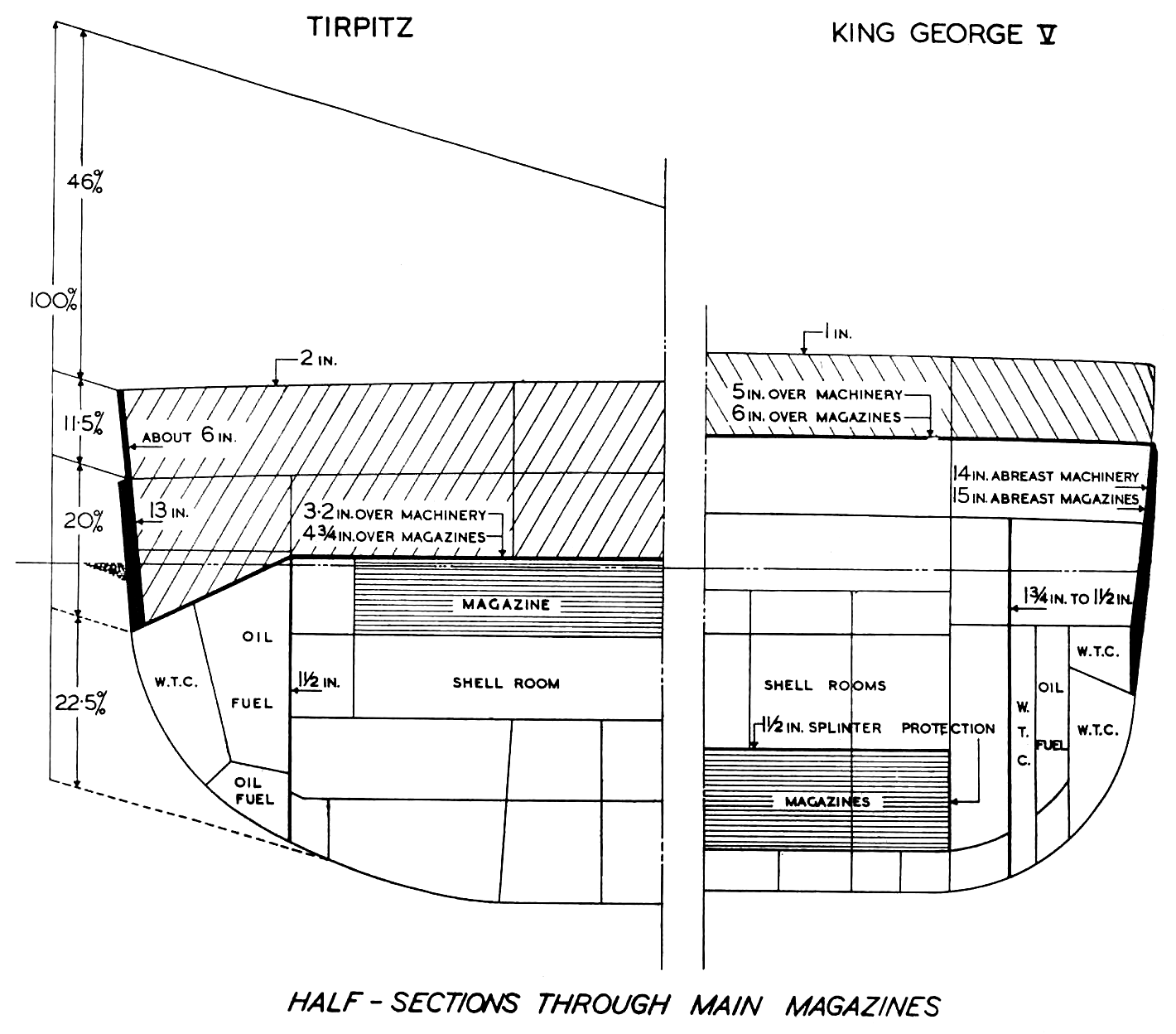
Поперечные разрезы по пороховым погребам дредноутов «Кинг Джордж V» и «Тирпиц» с указанием палубного и бортового бронирования

Броневая палуба — элемент конструкции бронированных боевых кораблей. Представляет собой горизонтальное перекрытие корпуса корабля настилом из броневых плит, часто выпуклым или имеющим уходящие вниз скосы, предназначенное для защиты от попадающих сверху снарядов, бомб, осколков и обломков. У тяжёлых кораблей обычно соединяет между собой верхние или нижние кромки бортовых поясов, но может использоваться и в качестве самостоятельного элемента бронирования.
Броневая палуба впервые была применена на корабле «Монитор», построенном в 1862 году в США, как защита от косо летящих снарядов. Затем появилась в 1870-х годах на бронепалубных крейсерах, как умеренное по массе решение проблемы защиты механизмов и артиллерийских погребов. В дальнейшем броневая палуба получает скосы к бортам, а также к носу и корме корабля и именуется карапасной, по аналогии с панцирем черепахи. Последующая эволюция броневой палубы была связана с увеличением дистанций боя, что увеличивало вероятность навесного попадания снаряда, а затем и с развитием авиации. На линкорах XX века, как правило. имелось две или три броневые палубы, каждая из которых играла определённую роль в защите корабля. В современном военном кораблестроении практически не применяется.

## Эволюция броневой палубы
Плавучие батареи времён Крымской войны несли верхнюю броневую палубу в 1 дюйм, плюс толстый деревянный настил, которые, как показал боевой опыт, вместе были неуязвимы для снарядов тогдашней артиллерии, падающих под достаточно острыми углами.
Первые броненосцы не имели броневой палубы, так как дистанции боя были невелики и вероятность попадания снаряда по наклонной траектории выше броневого пояса считалась крайне незначительной. Впервые броневая палуба была установлена на корабле ВМС США «Монитор», спроектированном Д. Эриксоном в 1861 году. Надводный борт «Монитора» был настолько низок, что попадания снарядов сверху вниз считались весьма вероятными. Поэтому корабль оснастили, помимо броневого пояса, ещё и броневой палубой толщиной в 1 дюйм (25,4 мм).
Внутренняя броневая палуба, расположенная внутри корпуса, впервые появилась на британских крейсерах типа «Шеннон», у которых на неё приходилась вся броневая защита в носовой части. Обязательным же элементом бронирования боевого корабля броневая палуба стала после появления орудий с улучшенной баллистикой и высокой траекторией снаряда, которые обеспечивали поражение не только борта, но и палубы противника в бою на дальней дистанции.
На бронепалубных (лёгких) крейсерах броневая палуба была одна, но располагалась она низко внутри корпуса, примерно на уровне ватерлинии, и имела развитые скосы, уходящие ниже ватерлинии для предотвращения затопления расположенной под ней части корпуса при попаданиях снарядов — так называемая карапасная, то есть выпуклая броневая палуба, бывшая единственной защитой такого корабля. Помещения над ней ничем не были защищены и легко разрушались даже малокалиберными снарядами, в то время как расположенная под броневой палубой часть была довольно надёжно защищена, что позволяло сохранить плавучесть, ход и маневренность даже при тяжёлых повреждениях борта. Между тем вооружение такого корабля никак не было защищено, что существенно снижало его боевую устойчивость.
На более тяжёлых кораблях также стали делать карапасную палубу внутри корпуса, скосы которой соединялись с нижними краями бортового пояса. Если пояс оказывался пробит, то осколки снаряда и пояса не проникали ниже этой палубы.
Основное требование к палубной броне — соответствовать по стойкости бортовому бронированию корабля по защите от тех средств поражения, применение которых против данного корабля наиболее вероятно. На высокобортном корабле это требование не может быть исполнено за счёт одного лишь бронирования верхней палубы, так как размещение такого количества брони на такой высоте создаёт угрозу остойчивости. Поэтому в большинстве случаев на тяжёлых кораблях (броненосцы, линкоры, броненосные, тяжёлые и линейные крейсера) применяли не одну бронированную палубу, а две-три, максимально разнесённые между собой, из которых самая нижняя прикрывала котлы и механизмы, а самая верхняя конструктивно объединялась с верхней палубой корабля либо с палубой полубака (в носу) или спардека (в средней части корпуса). Верхняя броневая палуба обычно была способна остановить фугасный снаряд, заставив его взорваться снаружи корабля — хотя при этом её осколки вместе с осколками самого снаряда сильно повреждали находящиеся над нижеследующей палубой помещения — а при попадании бронебойного снаряда палубы последовательно пробивались, снижая его кинетическую энергию и этим не допуская пробития самой нижней из них, закрывающей жизненно важные части корабля. С поражением помещений, расположенных между броневыми палубами, приходилось мириться. Иногда сразу под основной броневой палубой ставили вторую, противоосколочную, но она часто сильно повреждалась при поражении основной палубы.
При сравнимой стойкости толщина палубной брони может быть намного меньше, чем бортовой, так как в большинстве случаев снаряды попадают в неё под сравнительно острым (обычно до 50—60°) углом, и при той же толщине самой броневой плиты снаряду противостоит ощутимо больше металла, чем при попадании по нормали (тот же принцип реализован в танковом бронировании с наклонными листами брони). Однако такая сравнительно тонкая палуба, рассчитанная на отражение случайных снарядов на предельной дистанции боя, окажется также крайне уязвима для навесного огня, например, осадной артиллерии — в Порт-Артуре тяжёлые осадные мортиры японцев, бившие перекидным огнём при углах падения, близких к нормали, пробивали русские корабли бронебойными снарядами от палубы спардека до днища — а также авиабомбам. У построенных в начале XX века британских броненосцев на горизонтальное бронирование приходилось до четверти от общей массы брони, а по площади боковой проекции она, с учётом скосов, была сравнима с бортовым бронированием.
Тем не менее, и намного позднее конструкторы нередко уделяли поразительно мало внимания защите корабля от снарядов, летящих по высокой траектории. Например, в Ютландском сражении британский линейный крейсер HMS Queen Mary был уничтожен огнём немецких «Зейдлица» и «Дерфлингера», один из снарядов которых пробил тонкие броневые палубы в районе носовых снарядных погребов и вызвал в них взрыв. Точно так же почти три десятилетия спустя погиб линейный крейсер «Худ» в бою с «Бисмарком», который на дистанции в 20 000 м, что примерно соответствует углу падения снарядов в 60°, вторым залпом 15-дм главного калибра накрыл британский крейсер и, пробив четыре броневые палубы над погребами (толщиной 1/2, 2, 1/2 и 1 1/2 дюйма), в одно мгновение отправил его на дно со всем экипажем. Таким образом, по своей стойкости палубное бронирование английских линейных крейсеров совершенно не соответствовало их 12-дм бортовой броне.
В полной мере развитие артиллерии и появление нового оружия — противокорабельных авиабомб — было учетно лишь в кораблях межвоенного периода, таких, как «Ямато» или «Ришельё». У них суммарная толщина броневых палуб превышала 200 мм и была вполне сравнима с бортовой бронёй. Стоит отметить, что именно такая система бронирования стала одной из причин огромного водоизмещения этих кораблей.